# Chiesa di San Giorgio (Sassuolo)
La chiesa di San Giorgio, localmente anche chiamata Duomo, è la chiesa principale di Sassuolo, dedicata al santo patrono della città.
È sede della parrocchia omonima dell'unità pastorale Sassuolo Centro, a sua volta parte del vicariato Valle del Secchia della diocesi di Reggio Emilia-Guastalla.
Al 2023 sono parroci in solido don Patrick Valena e don Carlo Menozzi.

## Storia

### Edificio originario (XIV secolo - 1760)
Dalla fondazione, che avvenne in data imprecisata ma sicuramente non dopo il XIV secolo, fino al 1594 la chiesa era una rettoria dipendente dalla pieve di Castellarano.
La prima notizia risale all'anno 1318, in quanto si ha testimonianza di un invito al pagamento di una decima da parte dei collettori apostolici.
Nel 1331, secondo le disposizioni testamentarie del signore di Sassuolo Obizzo I della Rosa, la chiesa subì un primo ingrandimento e abbellimento.
Nel 1375, per volere di Niccolò II e di Alberto V d'Este, la chiesa divenne parrocchiale. In segno di riconoscenza si decise di dedicarla a San Giorgio, protettore di Ferrara, l'allora capitale dei domini estensi.
Nonostante il nuovo status, la chiesa non disponeva di una propria fonte battesimale. Quest'ultima si ebbe solamente nel 1428 in seguito a esplicita richiesta da parte dei sassolesi, che lamentavano la difficoltà nel raggiungere la pieve di Castellarano, da cui sempre più malvolentieri dipendevano, a causa delle frequenti piene del Secchia.
La maggior parte dei rettori nominati durante il primo dominio degli Estensi proveniva da altre città, particolarmente da Ferrara. Sul finire del Quattrocento, con l'instaurarsi della signoria dei Pio, vi fu invece una serie di rettori sassolesi, esponenti delle famiglie locali più autorevoli.
Nel 1571 la chiesa venne restaurata per volere del signore Enea Pio. I lavori, inizialmente interrotti, ripresero nel 1584 e allungarono la chiesa di un'arcata, oltre a ristrutturarne totalmente la facciata. L'anno successivo la chiesa fu dotata per la prima volta di un organo.
Nel 1593 Marco Pio di Savoia, ultimo signore di Sassuolo, si rivolse al cardinale Pietro Aldobrandini, nipote di papa Clemente VIII, richiedendo l'indipendenza della chiesa di San Giorgio dalla pieve di Castellarano. Si trattava di un tema molto caro alla comunità sassolese, che tuttavia desiderava anche l'elezione della chiesa in collegiata. A questo fine furono assegnati alla chiesa i benefici di tutti gli oratori e delle altre chiese locali, comprese quelle di San Polo e di San Giovanni di Braida. Il 7 luglio 1594 vennero accolte tutte le richieste del Pio e della consorte Clelia Farnese.
Una bolla di Urbano VIII del 23 dicembre 1624 sancì definitivamente la separazione di San Giorgio da Castellarano. Il 13 agosto del 1629 giunse invece alla curia vescovile di Reggio la richiesta di concessione del privilegio della collegiata ed il 14 ottobre dello stesso anno quest'ultima poté cominciare a svolgere le sue funzioni.
Papa Innocenzo X, con la bolla Decet Romanum Pontificem del 30 maggio 1648, concesse al prevosto il privilegio di indossare, durante i sacri riti, "la Cappa magna e il Rocchetto".
Nel 1646, in occasione di lavori di restauro, si ordinò a Jean Boulanger l'esecuzione di un quadro raffigurante la Madonna col Bambino e i santi patroni di Sassuolo, ultimato e collocato sull'altare tre anni dopo.
Il campanile originale del 1495 fu più volte ricostruito fino alla sua forma attuale, che - meno la cuspide, ricostruita nel 1827 - risale al 1687 ed è opera dall'architetto sassolese Antonio Paltrinieri. Su disegno di quest'ultimo nel 1691 si allargò inoltre il coro.

### Edificio attuale (1762 - oggi)

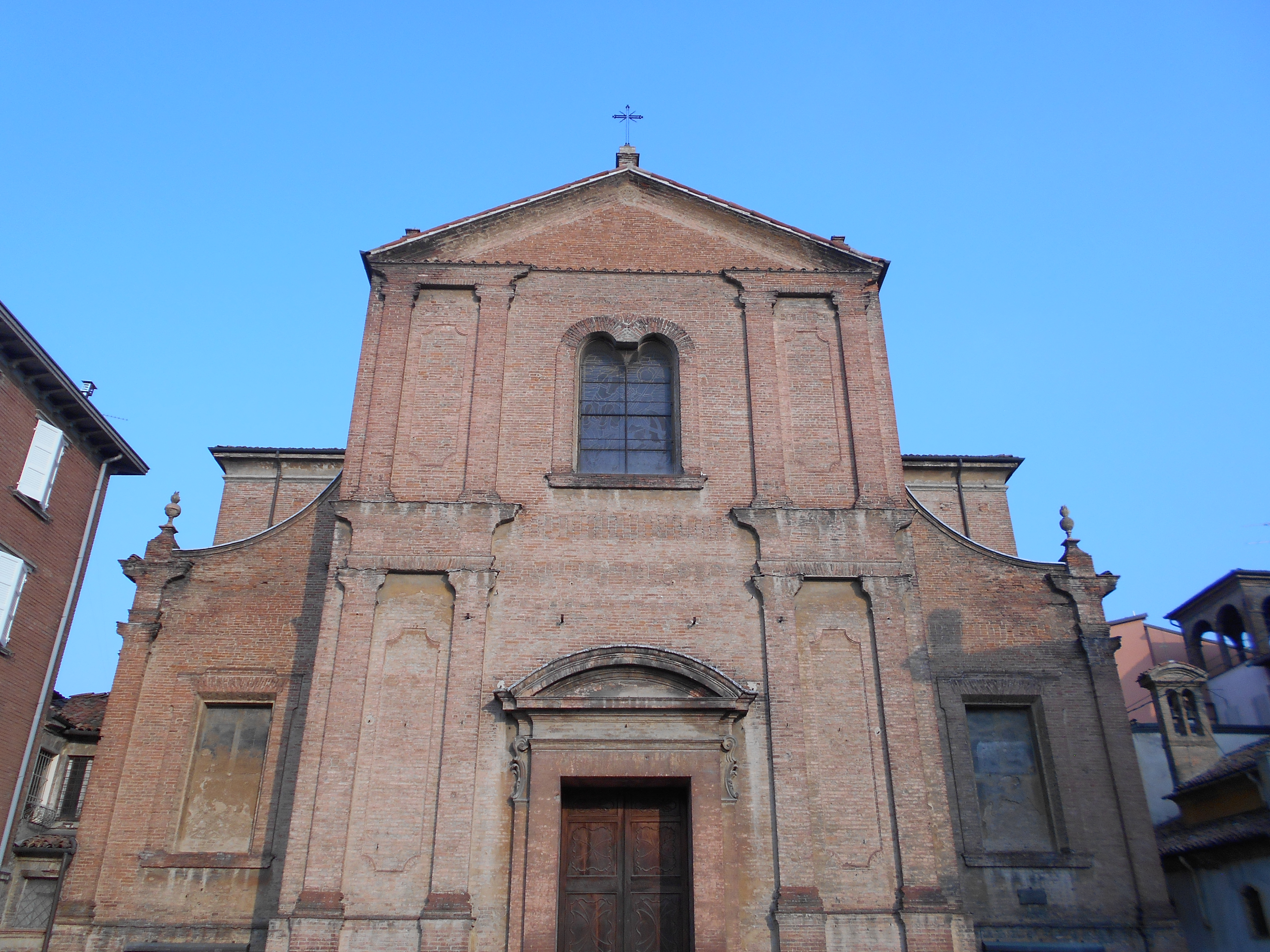
La facciata prima dei restauri del 2021

Essendo la chiesa divenuta troppo piccola per contenere tutti i fedeli, nel 1755 l'architetto veneziano Pietro Bezzi fu incaricato di stilare il progetto per un nuovo edificio. Bezzi fu poi sostituito nel 1757 da Domenico Lucenti e Giovanni Battista Massari, che compirono una rielaborazione del progetto portandolo più in linea con le soluzioni tipiche dell'architettura settecentesca emiliana.
Benedetta e riaperta al culto nel 1762 dopo due anni di lavori, la chiesa fu restaurata e contemporaneamente consacrata nel 1881.
Successivamente alla consacrazione, la chiesa subì altri quattro restauri maggiori: uno nel 1929, uno nel 1970, uno nel 2000 e infine uno nel 2021.

## Descrizione

### Ubicazione e facciata

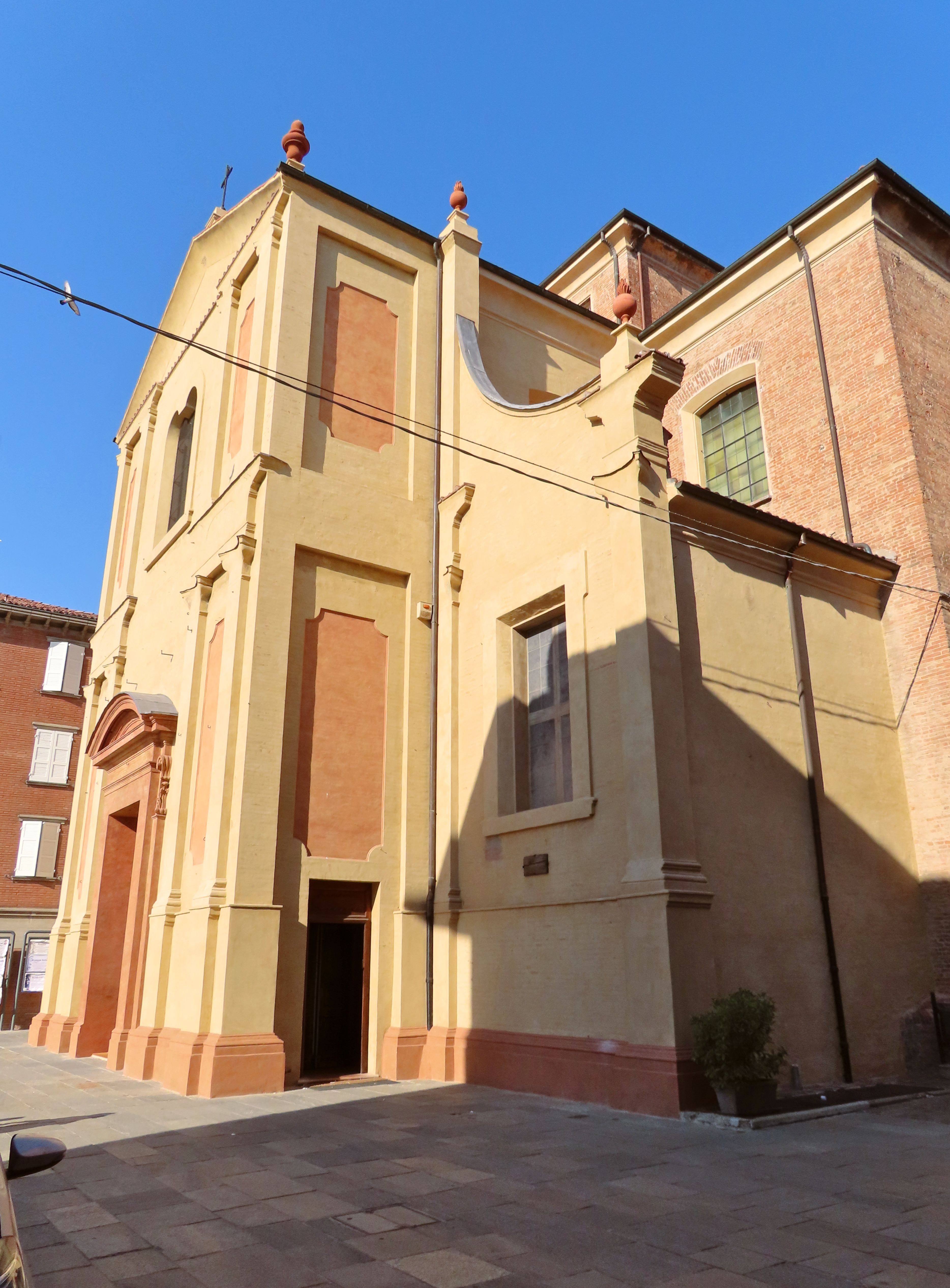
Facciata e lato sud

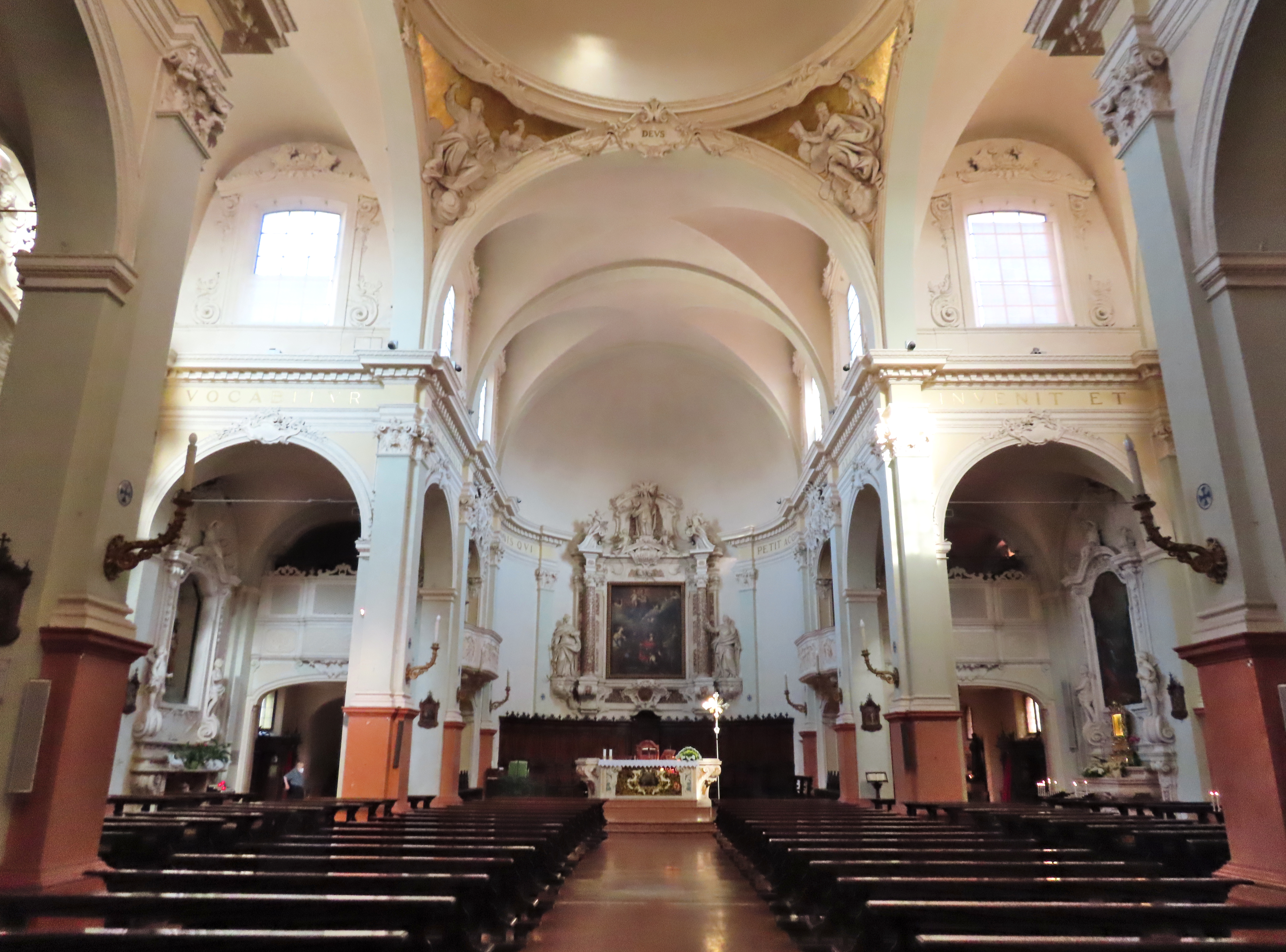
Navata centrale

La chiesa è situata presso il vicolo Carandine in piazza Martiri Partigiani, chiamata comunemente Piazza Grande dai sassolesi, ed è un raro e notevole esempio di barocchetto. La facciata, che per decenni è sempre stata caratteristicamente a laterizio scoperto, in seguito ai restauri del 2021 è invece caratterizzata dalle colorazioni originali settecentesche. I colori scelti sono caldi in modo da meglio sottolineare i giochi architettonici dei pieni e dei vuoti.

### Decorazioni interne e cupola
La decorazione interna in stucco è ad opera del bolognese Antonio Schiassi, coadiuvato da Giuseppe Caselgrandi, e risale al 1762. Questi si occuparono di tutti gli ornati fatta eccezione per quelli del primo altare di sinistra che, per volontà del committente Camillo Baggi, furono affidati a Fra' Stefano da Carpi.
Quattro rilievi raffiguranti gli Evangelisti ornano i pennacchi della cupola, priva di tamburo e racchiusa in un tiburio.

### Navata centrale e coro

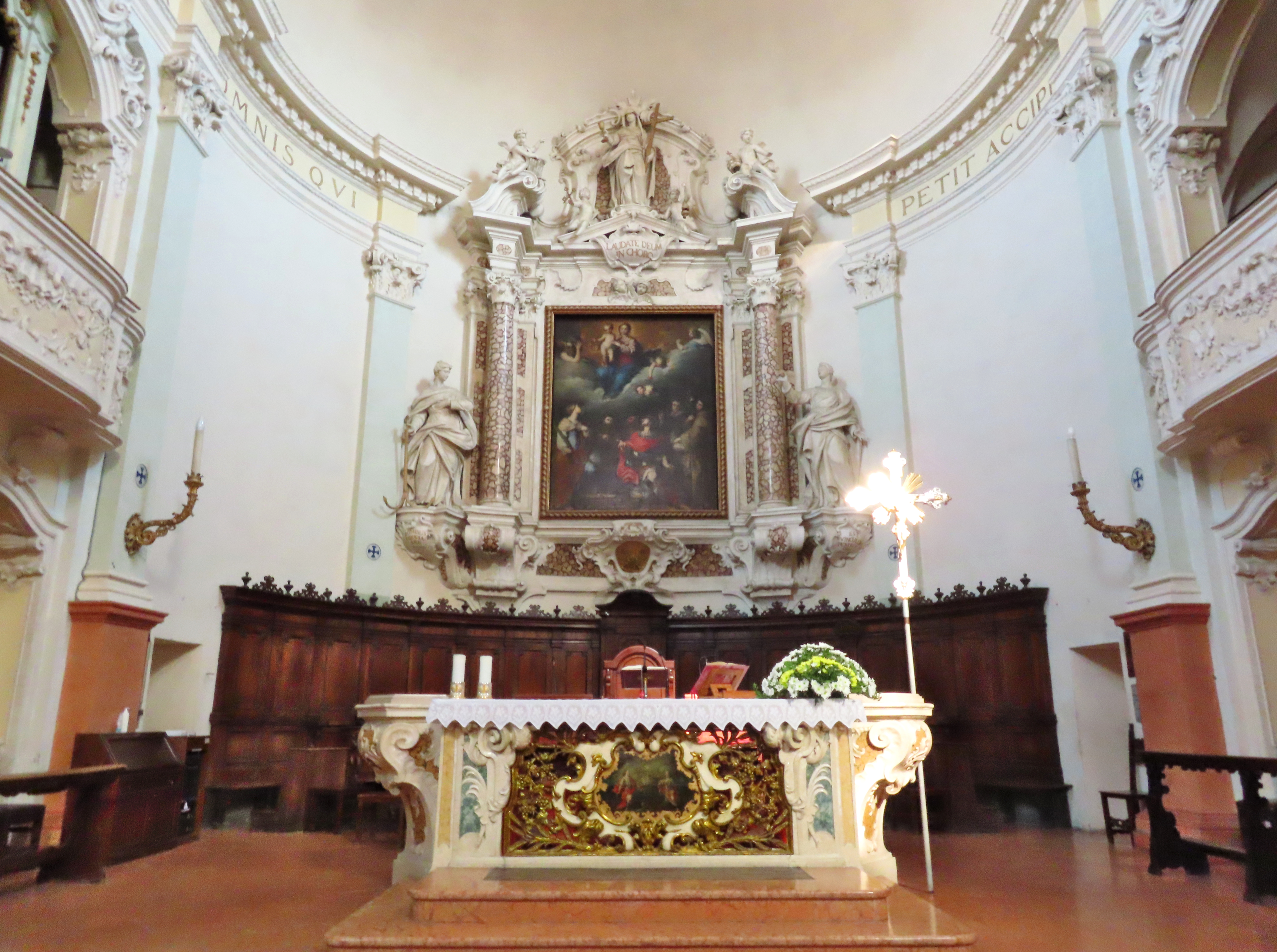
Presbiterio

Presso l'altare maggiore sono collocate le statue in stucco raffiguranti le virtù teologali, nonché la grande pala del Boulanger realizzata tra il 1646 ed il 1649 per l'edificio originale e conservata durante la ricostruzione settecentesca. La tela, che sul territorio comunale ha il primato in fatto di dimensioni, raffigura la Madonna col Bambino in gloria assieme a San Giorgio e a tutti gli altri santi comprotettori della città. Sotto l'altare maggiore è inoltre ubicata l'urna contenente i resti di San Ruffino Martire compatrono.
Le virtù cardinali sono invece poste a fianco dei due altari laterali centrali: Giustizia e Fortezza a sinistra, Prudenza e Temperanza a destra.
Si segnalano, inoltre, il seicentesco coro ligneo del servita Carlo Guastuzzi e le formelle circolari in ceramica smaltata, con croce blu su fondo bianco, realizzate nella seconda metà dell’Ottocento dalla Fabbrica Rubbiani e collocate sui pilastri della navata centrale.

### Navata destra

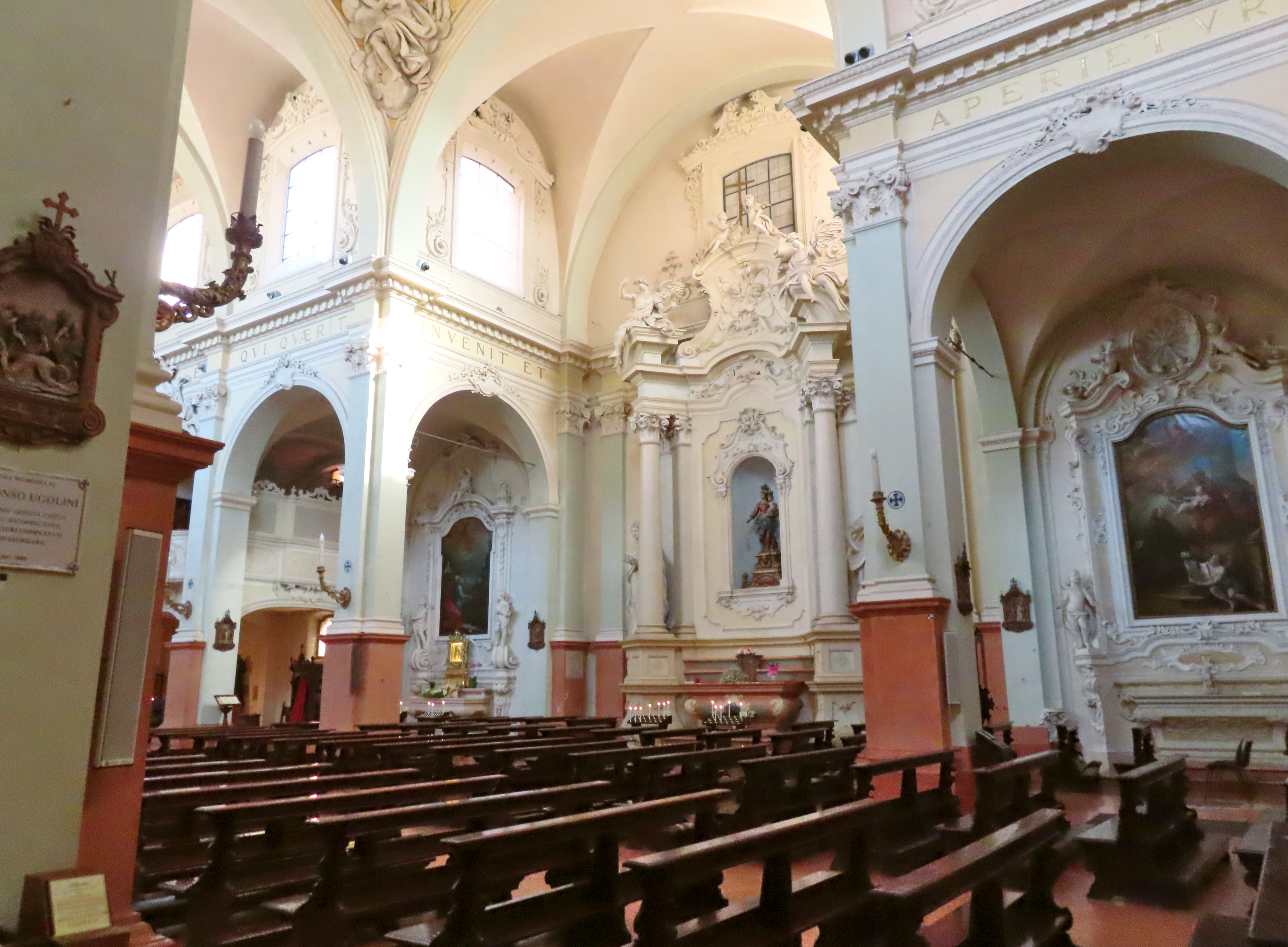
Navata centrale e destra

Nel primo altare di destra si trova la pala del pittore piacentino Antonio Bresciani, risalente al 1770 e raffigurante Sant'Antonio da Padova, comprotettore della città, adorante il Bambino mostratogli da San Giuseppe, assieme all'immagine della Beata Vergine del Buon Consiglio. 
Nel secondo altare di destra si trova, entro una nicchia, la Madonna del Carmine, scultura seicentesca lignea.
Nel terzo altare di destra si trova invece dal 1761 la pala con San Paolo, Antonio abate e Teresa d'Avila adoranti la croce. La parte centrale dell'opera risale alla fine del Cinquecento e l'attuale profilo mistilineo tipicamente rococò è frutto di aggiunte laterali settecentesche volte appunto all'adattare l'opera all'ubicazione attuale. Sullo stesso altare è ubicata la settecentesca Madonna delle Grazie, donata dal canonico Giacomo Speranza nel 1847.
Attraverso una porta a destra dell’altare è possibile accedere a una piccola cappella a forma di esedra, entro la quale è conservato l’unico dei tredici altari dell'edificio originale.

### Navata sinistra

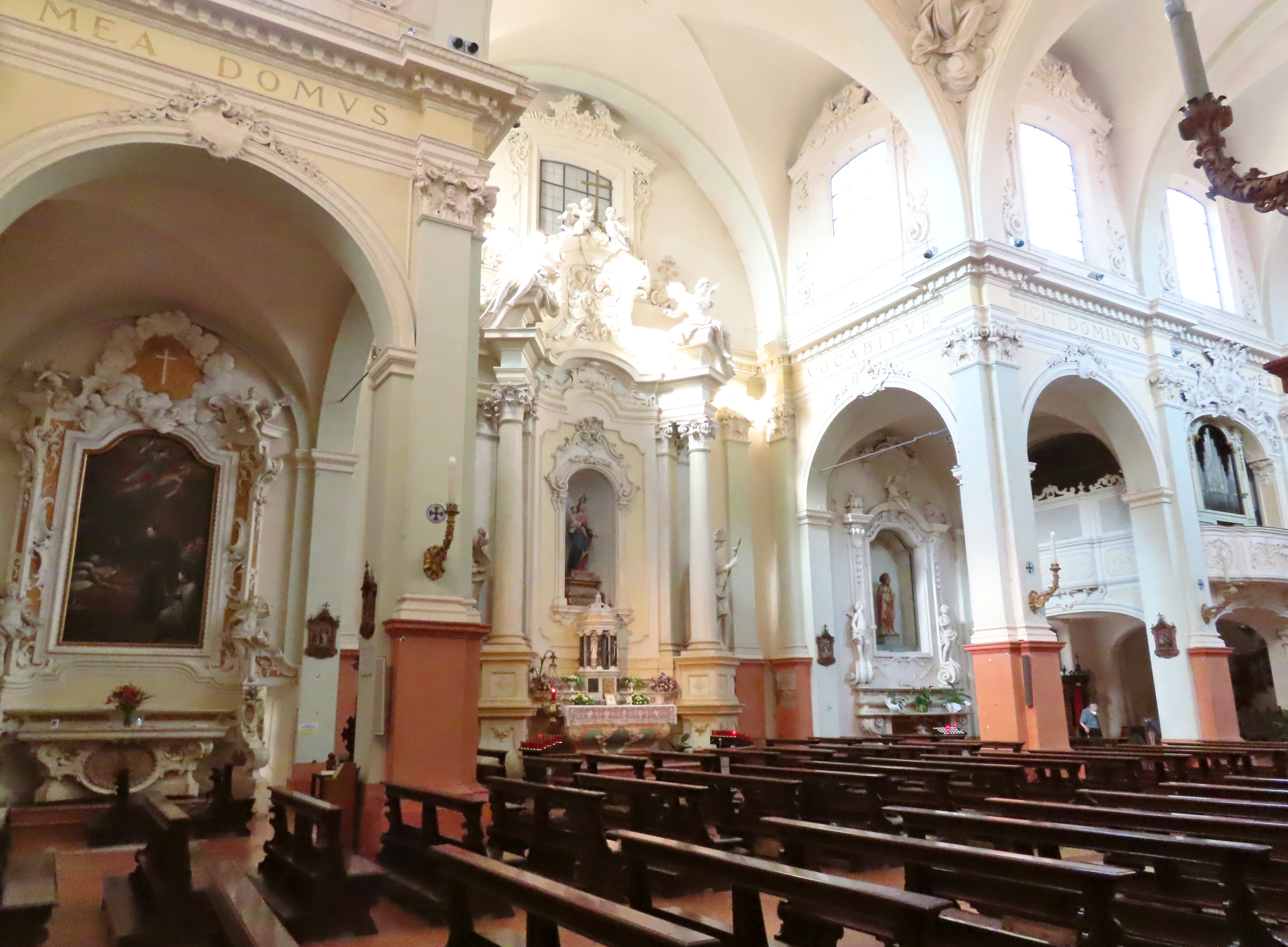
Navata centrale e sinistra

Nel primo altare di sinistra, entro l’ancona in stucco di Fra’ Stefano da Carpi, è la pala che Francesco Vellani eseguì poco dopo il 1761, raffigurante San Camillo de’ Lellis che benedice un moribondo, di cui si segnala il curioso brano dell’Arcangelo Michele che combatte contro il diavolo per contendersi l’anima del morente dipinto alla sommità della pala.
Nel secondo altare da sinistra si trova una seconda Madonna del Carmine, questa volta ottocentesca e in cartapesta, nonché ad opera dello scultore sassolese Ciro Zironi. Sullo stesso altare è inoltre collocato il tabernacolo a tempietto in marmi policromi del XIX secolo,
Nel terzo altare di sinistra è collocato un Crocifisso dedicato a sant’Aurelia compatrona, di cui si conservano le reliquie entro l’urna in scagliola assieme a quelle della martire Veronica.
Nella cantoria di sinistra, entro un elegante mobile intagliato da Giuseppe Casalgrandi, è collocato l’organo realizzato da Agostino Scarabelli Traeri nel 1761.